# Kožlí (kraj poudniowoczeski)
Kožlí – miejscowość i gmina (obec) w Czechach, w kraju południowoczeskim, w powiecie Písek. W 2022 roku liczyła 53 mieszkańców.